# تود داي
تود داي (بالإنجليزية: Todd Day) مواليد 7 يناير 1970 في ديكادور، هو لاعب كرة سلة أمريكي سابق بدأ مسيرته الاحترافية في سنة 1992 ويحمل الرقم 10, 13, 11. يبلغ طوله 6 قدم 6 بوصة (2.0 م). اعتزل اللعب في 2007.

## فرق لعب لها
- ميلووكي باكز
- بوسطن سيلتكس
- ميامي هيت
- فيكتوريا يبرتاس بيزارو
- فينيكس صنز
- مينيسيوتا تيمبر وولفز

## الميداليات
| الميدالية | المسابقة                         |
| --------- | -------------------------------- |
| برونزية   | بطولة كأس العالم لكرة السلة 1990 |

## روابط خارجية
- تود داي على موقع الاتحاد الدولي لكرة السلة (الإنجليزية)
- تود داي على موقع إن بي أي (الإنجليزية)
- تود داي على موقع سبورتس رفرنس (الإنجليزية)
- تود داي على موقع كرة السلة الأوروبية.كوم (الإنجليزية)
- تود داي على موقع كلية كرة السلة في سبورتس رفرنس.كوم (الإنجليزية)
- تود داي على موقع ريلجم (الإنجليزية)
- تود داي على موقع بروبوليرز (الإنجليزية)